# Harnischhöhle
Die Harnischhöhle bei Frohnleiten befindet sich in 474 m ü. A. im Kugelstein nördlich des Hauptortes von Deutschfeistritz und südwestlich von Badl, Steiermark in Österreich.

## Lage
Die Harnischhöhle befindet sich im westlichen Teil des Nordhanges des Kugelsteins, rund 18 Meter südlich oberhalb der Schichtgrenzhöhle und westlich oberhalb des Großen Überhanges.

## Beschreibung
Die rund 10 Meter lange Harnischhöhle hat zwei Eingänge bzw. Tagöffnungen. Vom 6,7 Meter breiten und 1,3 Meter hohen Haupteingang führt eine durch Bergzerreißung abfallende Steinplatte zu einem nach Nordwesten führenden Gang. Dieser Gang fällt steil ab und endet an einer zweiten, nicht passierbaren Tagöffnung, durch welche Tageslicht in den Gang gelangt.
Der Höhlenboden ist zu großen Teilen mit erdigen und lehmigen Sedimenten und stellenweise auch mit Laub bedeckt. An der tiefsten Stelle des Höhlenganges findet man auch Versturzmaterial.